# Palpares lentus
Palpares lentus är en insektsart som beskrevs av Navás 1912. Palpares lentus ingår i släktet Palpares och familjen myrlejonsländor. Inga underarter finns listade i Catalogue of Life.